# Jürgen Bogs
Jürgen Bogs (* 19. Januar 1947 in Biesendahlshof) ist ein ehemaliger deutscher Fußballspieler und -trainer, der insbesondere in der Deutschen Demokratischen Republik (DDR) erfolgreich war. Er gewann mit dem BFC Dynamo in der DDR-Oberliga zwischen 1979 und 1988 zehn nationale Meistertitel in Serie sowie 1988 und 1989 zweimal den FDGB-Pokal, den nationalen Pokalwettbewerb im DDR-Fußball.

## Sportliche Laufbahn
Jürgen Bogs, der von 1960 bis 1970 als Abwehrspieler bei der BSG Aufbau Schwedt zuletzt in der drittklassigen Bezirksliga aktiv war, übernahm nach dem Ende seiner Spielerlaufbahn zunächst die Nachwuchsabteilung des Berliner Fußballclubs Dynamo. Nach einer Ausbildung zum Chemiefacharbeiter absolvierte er von 1966 bis 1970 an der DHfK in Leipzig ein Sportlehrerstudium, das er mit dem Diplom abschloss.
Bogs übernahm in der Saison 1976/77 die Position des Cheftrainers beim BFC Dynamo. Zum 1. Juli 1977 wurde Bogs zum verantwortlichen Trainer für die Oberligamannschaft des BFC Dynamo berufen, nachdem er zuvor die Junioren des Vereins in den Jahren 1974 und 1976 zur DDR-Vizemeisterschaft geführt hatte. Er trainierte die Mannschaft bis zum Ende der Saison 1988/1989. Helmut Jäsche wurde zur Saison 1989/90 neuer Trainer der DDR-Oberligamannschaft und Bogs übernahm später die Position des Cheftrainers.
Nach der Entlassung des Klubvorsitzenden Herbert Krafft am 19. Februar 1990 übernahm Bogs bis zu den Neuwahlen im Mai 1990 das Amt des Interimsvorsitzender des FC Berlin. Anschließend fungierte er unter dem neuen Vereinspräsidenten Klaus Janz als Geschäftsführer. Nach einem schwierigen Start in die NOFV-Oberliga 1990/91  übernahm er erneut das Traineramt der ersten Mannschaft. Er fungierte bis September 1993 als Trainer der ersten Mannschaft. Im Dezember 1999 kehrte Bogs dann zum dritten Mal als Trainer von BFC Dynamo zurück und war bis zur Insolvenz im November 2001 im Amt. Der Club spielte dabei bis 1989 in der DDR-Oberliga, der höchsten Spielklasse in der DDR und anschließend in der Oberliga Nordost.
Weitere Trainerstationen nach 1990 waren der 1. FC Schwedt, Kickers Emden und die TSG Neustrelitz. Von Oktober 2009 bis April 2010 war er Trainer der Mannschaft des FC Schwedt 02, von Oktober 2012 bis Juni 2014 Trainer beim Oberligisten 1. FC Neubrandenburg 04.

## Erfolge
Jürgen Bogs führte den BFC Dynamo von 1979 bis 1988 in der DDR zu zehn nationalen Meistertiteln in Serie, eine Leistung, die bisher im europäischen Vereinsfußball von keinem anderen Trainer erreicht wurde. In den Jahren 1988 und 1989 gewann der Verein darüber hinaus unter seiner Leitung den FDGB-Pokal, den nationalen Pokalwettbewerb im DDR-Fußball, und erreichte damit 1988 das Doppel aus Meisterschaft und Pokalsieg. Hinzu kamen der Vizemeistertitel 1989, der dritte Platz 1978 und der viermalige Einzug in das Pokalfinale in den Jahren 1979, 1982, 1984 und 1985.
In europäischen Vereinswettbewerben gelang dem BFC Dynamo unter der Leitung von Jürgen Bogs in den Spielzeiten 1979/1980 und 1983/1984 jeweils der Einzug in das Viertelfinale des Europapokals der Landesmeister und damit in die Runde der besten acht europäischen Vereine. Neben den zehn Teilnahmen am Landesmeister-Cup startete der BFC Dynamo in dieser Zeit auch je einmal im Europapokal der Pokalsieger und im UEFA-Pokal und erreichte unter Jürgen Bogs mit 18 Siegen, zehn Unentschieden und 16 Niederlagen in insgesamt 44 Europapokalspielen eine positive Bilanz.
Die Erfolge des Clubs waren allerdings bei einem Teil der Fußballfans in der DDR umstritten, da dem Verein aufgrund der Unterstützung durch Erich Mielke, den damaligen Minister für Staatssicherheit, eine Bevorzugung durch einseitige Schiedsrichterentscheidungen, durch gezielte Spielerwechsel von anderen Vereinen zum BFC Dynamo sowie durch eine bessere wirtschaftliche Ausstattung des Clubs vorgeworfen wurde.
Allerdings kam nur ein Fünftel aller Spieler, die mit Bogs die zehn DDR-Meistertitel gewannen, als über 18-Jährige zum BFC Dynamo, und das auch nur von Absteigern oder Zweitligisten. Als Hauptgründe für die Erfolgsserie nennt Bogs eine Mannschaft mit starken Fußballern und modernen Trainingsmethoden. BFC Dynamo führte im Training unter anderem Herzfrequenz- und Laktatmessungen durch, was erst viele Jahre später Einzug in die Bundesliga hielt. Zum Training von Bogs gehörten auch bewusste Ernährung und Entspannung. Bogs arbeitete auch mit Videoauswertungen beim BFC Dynamo, was in der DDR noch nicht üblich war. Der ehemalige DDR-Oberliga-Schiedsrichter Bernd Heynemann sagte 2017 in einem Interview mit der Leipziger Volkszeitung: „Der BFC ist nicht x-mal Meister geworden, weil die Schiris nur für Dynamo gepfiffen haben. Die waren schon bärenstark.“

## Statistik

### Erfolge
- DDR-Oberliga

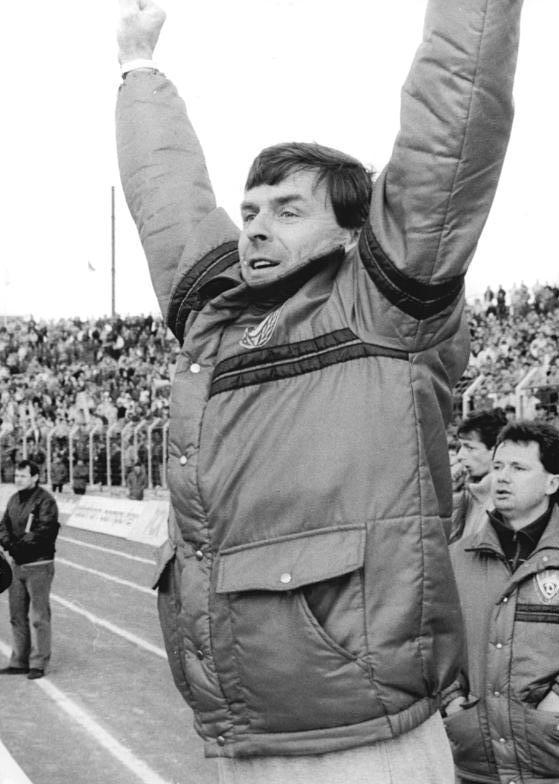
Jürgen Bogs nach dem Sieg des BFC Dynamo 1989 im FDGB-Pokalfinale

  - Meister: 1979, 1980, 1981, 1982, 1983, 1984, 1985, 1986, 1987, 1988
  - Vizemeister: 1989
  - Dritter: 1978
- FDGB-Pokal
  - Sieger: 1988, 1989
  - Finalist: 1979, 1982, 1984, 1985
- Fußball-Oberliga Nordost
  - Meister: 1992, 2001
- Relegation zur 2. Bundesliga
  - 1991, 1992
- Relegation zur Regionalliga
  - 2001
- Landespokal Mecklenburg-Vorpommern
  - 2014
- Europapokal der Landesmeister
  - Viertelfinale: 1979/80, 1983/84
- UEFA-Pokal
  - 1. Runde: 1978/79

### Spiele
- 485 Punkt- und Relegationsspiele mit dem BFC Dynamo
- 67 FDGB-Pokalspiele
- 1 DFB-Pokalspiel
- 23 Berliner Pokalspiele
- 40 Europapokalspiele